# Ortsklasse
In Österreich ist die Bezeichnung Ortsklasse ein Begriff aus dem Tourismusrecht. Sie stellt eine Einstufung als Tourismusgemeinde auf Basis der Nächtigungsintensität dar.

## Begriff
Entsprechend den Tourismusgesetzen in den einzelnen Bundesländern wird jeder Gemeinde von der Landesregierung in der Ortsklassenverordnung eine Ortsklasse zugewiesen.
Die Ortsklassen, deren Berechnung nicht einheitlich ist, richtet sich nach der Anzahl der Nächtigungen, den Umsätzen oder nach bestimmten Tourismuseinrichtungen. Auswirkung hat diese Klassifizierung im Gegenzug, dass in den Gemeinden entsprechende Fremdenverkehrskommissionen oder Tourismusverbände eingerichtet werden können oder müssen. Verbunden mit dieser Klassifizierung sind auch verschiedene Nächtigungs- oder Kurtaxen.

## Ortsklassen der einzelnen Bundesländer

### Burgenland
Im Burgenland werden die Gemeinden in die Ortsklassen I – IV eingeteilt. 2007 erfolgte eine Einteilung für die Jahre 2008 bis 2012.

### Kärnten
In Kärnten wird diese Einteilung nicht durchgeführt.

### Niederösterreich
In Niederösterreich werden die Gemeinden in drei Klassen (I, II oder III) eingeteilt. In der Klassifizierung werden auch örtliche Einrichtungen zur Freizeitgestaltung oder natürliche und künstlerische Anziehungspunkte mit berücksichtigt.

### Oberösterreich
In Oberösterreich werden Gemeinden in die Klassen A, B, C, D eingeteilt.

### Salzburg
In Salzburg wird nicht jede einzelne Gemeinde, sondern der jeweilige Tourismusverband in die Klassen A, B und C eingeteilt.

### Steiermark
Die Gemeinden werden in vier Ortsklassen (A, B, C, D) eingestuft. Alle Gemeinden in den Klassen A, B, C werden auch als Tourismusgemeinde bezeichnet. Der Status wird alle sieben Jahre festgestellt.

### Tirol
In Tirol werden, ebenfalls wie in Salzburg, die Tourismusregionen (statt der einzelnen Gemeinden) in die Klassen A, B und C eingeteilt.

### Vorarlberg
In Vorarlberg existiert eine Einteilung nach drei Klassen (A, B und C).

### Wien
In Wien entfällt diese Einteilung.